# Rex De Rosselli

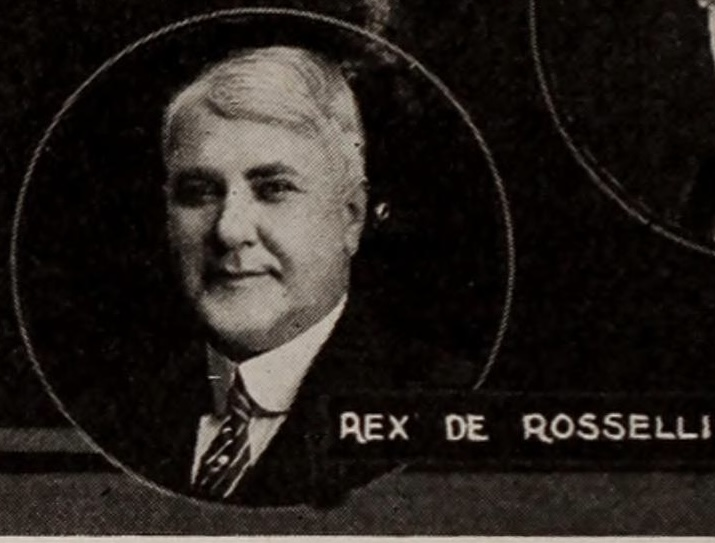
Rex de Rosselli

Rex De Rosselli (1876 – East St. Louis, 21 luglio 1941) è stato un attore statunitense del cinema muto.

## Biografia
Nato nel Kentucky nel 1876, debuttò nel cinema nel 1911, iniziando una carriera di attore che lo avrebbe portato in quindici anni a interpretare oltre centocinquanta pellicole. Dal 1911 al 1914, lavorò ininterrottamente per la Selig Polyscope, soprattutto in film western o di azione, dove fu diretto da Joseph A. Golden, Otis Turner, Otis Thayer e William Duncan.

## Filmografia
- A Novel Experiment, regia di Joseph A. Golden – cortometraggio (1911)
- Montana Anna, regia di Joseph A. Golden – cortometraggio (1911)
- Ten Nights in a Bar Room, regia di Francis Boggs – cortometraggio (1911)
- The Mission Worker, regia di Joseph A. Golden – cortometraggio(1911)
- Two Lives, regia di Joseph A. Golden – cortometraggio (1911)
- The Warrant, regia di Joseph A. Golden – cortometraggio (1911)
- A Fair Exchange, regia di Joseph A. Golden – cortometraggio (1911)
- The Gray Wolves, regia di Joseph A. Golden – cortometraggio (1911)
- A New York Cowboy, regia di Francis Boggs – cortometraggio (1911)
- A Tennessee Love Story, regia di Joseph A. Golden – cortometraggio (1911)
- The Two Orphans, regia di Francis Boggs e di Otis Turner – cortometraggio (1911)
- How They Stopped the Run on the Bank, regia di Otis Turner – cortometraggio (1911)
- His Better Self, regia di Otis Turner – cortometraggio (1911)
- The Telltale Knife, regia di William Duncan – cortometraggio (1911)
- The Bully of Bingo Gulch, regia di Otis Thayer – cortometraggio (1911)
- Two Men and a Girl, regia di Otis Thayer – cortometraggio (1912)
- A Modern Ananias, regia di Otis Thayer – cortometraggio (1912)
- A Cowboy's Best Girl, regia di Otis Thayer – cortometraggio (1912)
- The Widow of Rickie O'Neal, regia di O.B. Thayer (Otis Thayer) – cortometraggio (1912)
- The Horseshoe, regia di Otis Thayer – cortometraggio (1912)
- A Persistent Suitor, regia di Joseph Sullivan – cortometraggio (1912)
- In Little Italy, regia di William V. Mong – cortometraggio (1912)
- Hypnotized, regia di Otis Thayer – cortometraggio (1912)
- The Slip, regia di Otis Thayer – cortometraggio (1912)
- All on Account of Checkers, regia di Otis Thayer – cortometraggio (1912)
- His Chance to Make Good, regia di Otis Thayer – cortometraggio (1912)
- The Redemption of 'Greek Joe', regia di William V. Mong – cortometraggio (1912)
- Jack and Jingles, regia di Otis Thayer – cortometraggio (1912)
- Cristoforo Colombo  (The Coming of Columbus), regia di Colin Campbell – cortometraggio (1912)
- According to Law, regia di Otis Thayer – cortometraggio (1912)
- The Vagabonds, regia di Otis Thayer – cortometraggio (1912)
- A Citizen in the Making, regia di Otis Thayer – cortometraggio (1912)
- The Part of Her Life, regia di Richard Garrick – cortometraggio (1912)
- The Mystery of Room 29, regia di Otis B. Thayer – cortometraggio (1912)
- Mistaken Identity, regia di Richard Garrick – cortometraggio (1912)
- Murray the Masher, regia di Otis Thayer – cortometraggio (1912)
- A Wartime Romance, regia di Richard Garrick – cortometraggio (1912)
- The Peculiar Nature of the White Man's Burden, regia di Otis Thayer – cortometraggio (1912)
- The Boob, regia di Otis Thayer – cortometraggio (1912)
- The Wayfarer, regia di Otis Thayer – cortometraggio (1912)
- A Cowboy's Mother, regia di Otis Thayer – cortometraggio (1912)
- An Equine Hero, regia di Otis Thayer – cortometraggio (1912)
- Circumstantial Evidence, regia di Otis Thayer – cortometraggio (1912)
- The Brand Blotter, regia di Marshall Stedman – cortometraggio (1912) )
- The Cattle Rustlers, regia di Marshall Stedman – cortometraggio (1912) )
- Why Jim Reformed, regia di William Duncan – cortometraggio (1912)
- A Motorcycle Adventure, regia di Marshall Stedman – cortometraggio (1912)
- The Opium Smugglers, regia di William Duncan – cortometraggio (1912)
- So-Jun-Wah and the Tribal Law, regia di Marshall Stedman – cortometraggio (1912)
- Jim's Vindication, regia di William Duncan – cortometraggio (1912)
- The Dynamiters, regia di William Duncan – cortometraggio (1912)
- The Saint and the Siwash, regia di Marshall Stedman – cortometraggio (1912)
- The Ranger and His Horse, regia di William Duncan – cortometraggio (1912)
- Buck's Romance, regia di William Duncan – cortometraggio (1912)
- Roderick's Ride, regia di Marshall Stedman – cortometraggio (1912)
- A Rough Ride with Nitroglycerine, regia di William Duncan – cortometraggio (1912)
- The Gunfighter's Son, regia di William Duncan – cortometraggio (1913)
- The Cowboy Editor, regia di William Duncan – cortometraggio (1913)
- Bud's Heiress, regia di William Duncan – cortometraggio (1913)
- The Deputy's Sweetheart, regia di William Duncan – cortometraggio (1913)
- Juggling with Fate, regia di William Duncan – cortometraggio (1913)
- The Sheriff of Yavapai County, regia di William Duncan – cortometraggio (1913)
- His Father's Deputy, regia di William Duncan – cortometraggio (1913)
- Religion and Gun Practice, regia di William Duncan – cortometraggio (1913)
- The Law and the Outlaw, regia di William Duncan – cortometraggio (1913)
- An Embarrassed Bridegroom, regia di William Duncan – cortometraggio (1913)
- The Jealousy of Miguel and Isabella, regia di William Duncan – cortometraggio (1913)
- The Only Chance, regia di William Duncan – cortometraggio (1913)
- Made a Coward, regia di William Duncan – cortometraggio (1913)
- The Señorita's Repentance, regia di William Duncan – cortometraggio (1913)
- The Galloping Romeo, regia di William Duncan – cortometraggio (1913)
- An Apache's Gratitude, regia di William Duncan – cortometraggio (1913)
- How Betty Made Good, regia di William Duncan – cortometraggio (1913)
- Howlin' Jones, regia di William Duncan – cortometraggio (1913)
- The Rejected Lover's Luck, regia di William Duncan – cortometraggio (1913)
- The Capture of Bad Brown, regia di William Duncan – cortometraggio (1913)
- The Cattle Thief's Escape, regia di William Duncan – cortometraggio (1913)
- Saved from the Vigilantes, regia di William Duncan – cortometraggio (1913)
- The Silver Grindstone, regia di William Duncan – cortometraggio (1913)
- Dishwash Dick's Counterfeit, regia di William Duncan – cortometraggio (1913)
- Two Sacks of Potatoes, regia di William Duncan – cortometraggio (1913)
- The Schoolmarm's Shooting Match, regia di William Duncan – cortometraggio (1913)
- The Sheriff and the Rustler, regia di William Duncan – cortometraggio (1913)
- The Escape of Jim Dolan, regia di William Duncan – cortometraggio (1913)
- Cupid in the Cow Camp, regia di William Duncan – cortometraggio (1913)
- The Rustler's Reformation, regia di William Duncan – cortometraggio (1913)
- Physical Culture on the Quarter Circle V Bar, regia di William Duncan – cortometraggio (1913)
- Buster's Little Game, regia di William Duncan – cortometraggio (1913)
- Mother Love vs Gold, regia di William Duncan – cortometraggio (1913)
- Won in the Clouds, regia di Otis Turner – cortometraggio (1914)
- By Unseen Hand, regia di William Duncan – cortometraggio (1914)
- An Arrowhead Romance, regia di Otis Turner (1914)
- The Option (1914)
- Captain Jenny, S.A., regia di Otis Turner (1914)
- The Toll of the Sea, regia di Henry MacRae (1915)
- Graft, regia di George Lessey, Richard Stanton - serial cinematografico (1915)
- The Timber Wolf, regia di George Cochrane (1916)
- The Fighting Gringo, regia di Fred Kelsey (1917)
- The Gift Girl, regia di Rupert Julian (1917)
- The Brazen Beauty, regia di Tod Browning (1918)
- The Wine Girl, regia di Stuart Paton (1918)
- The Rowdy, regia di David Kirkland (1921)
- The Man Tamer, regia di Harry B. Harris (1921)
- Reputation, regia di Stuart Paton (1921)
- A Dangerous Adventure, regia di Jack L. Warner e Sam Warner (1922)
- Fulmine pigro (Lazy Lightning), regia di William Wyler (1926)